# Lago Wielimie
Il lago Wielimie è un lago della Polonia.
| Controllo di autorità | VIAF (EN) 4381153834752764450003 |